# Beno Koller
Beno Koller (ur. ?, zm. 2 maja 1983 w Londynie) – administrator teatralny, kapitan Wojska Polskiego.

## Życiorys
Pochodził ze Lwowa i był pochodzenia żydowskiego.
Po wybuchu II wojny światowej i nastaniu sowieckiej okupacji został aresztowany, a następnie zesłany do łagrów w ZSRR. Po odzyskaniu wolności był żołnierzem 2 Korpusu Polskiego Polskich Sił Zbrojnych. Był dwukrotnie ranny. Awansowany na stopień kapitana.
Po wojnie pozostał na emigracji w Wielkiej Brytanii. Był organizatorem i administratorem przedstawień teatralnych w polskich teatrach w Londynie (np. dramatu Tango Sławomira Mrożka w 1965), wieczorów wspomnień, głównie w Ognisku Polskim w Londynie, mieszczącym także Teatr Polski i rewii.
Zmarł 2 maja 1983 w Londynie.

## Ordery i odznaczenia
- Krzyż Kawalerski Orderu Odrodzenia Polski (11 listopada 1973)[11]
- Krzyż Walecznych – dwukrotnie[1]
- Złoty Krzyż Zasługi z Mieczami[1]